# 알바로 모라타
알바로 보르하 모라타 마르틴(스페인어: Álvaro Borja Morata Martín ˈalβaɾo moˈɾata[*], 1992년 10월 23일, 마드리드 지방 마드리드 ~)은 스페인의 축구 선수로, 포지션은 스트라이커이다. 현재 이탈리아 세리에 A의 코모 소속이다.
그는 레알 마드리드에서 프로 무대에 첫 선을 보였는데, 그는 2010년 말에 1군 첫 경기를 치르고 52번의 공식 경기 (11골) 에 나섰고, 이 중 한 번은 2014 UEFA 챔피언스리그 결승전 경기였다. 2014년, 그는 €20M에 유벤투스로 이적해 두 시즌 연속 세리에 A와 코파 이탈리아 2관왕을 달성한 뒤, 친정 구단에 €30으로 복귀했다.
모라타는 스페인 청소년 국가대표로 34경기 출전했으며, 2013년 UEFA U-21 축구 선수권 대회 우승을 거두었다. 2014년, 그는 성인 국가대표팀 첫 경기를 치렀고, UEFA 유로 2016에서 조국을 대표로 출전했다.

## 클럽 경력

### 레알 마드리드
마드리드 출신으로, 모라타는 2008년에 헤타페에서 레알 마드리드로 이적해 유소년 아카데미를 2년 후 졸업했지만, 아직 미숙했던 그는 레알 마드리드 C 경기에 출전했다. 2010년 7월, 후베닐 A 연령대에서 두 번의 유소년 우승을 거두고 34골을 넣으며 성공적인 시즌을 보낸 후, 레알 마드리드 카스티야의 일원으로 승진했다. 그달 말, 주제 모리뉴 1군 감독은 4명의 동료와 함께 미국의 시즌 전 훈련에 그의 이름을 포함시켰다.

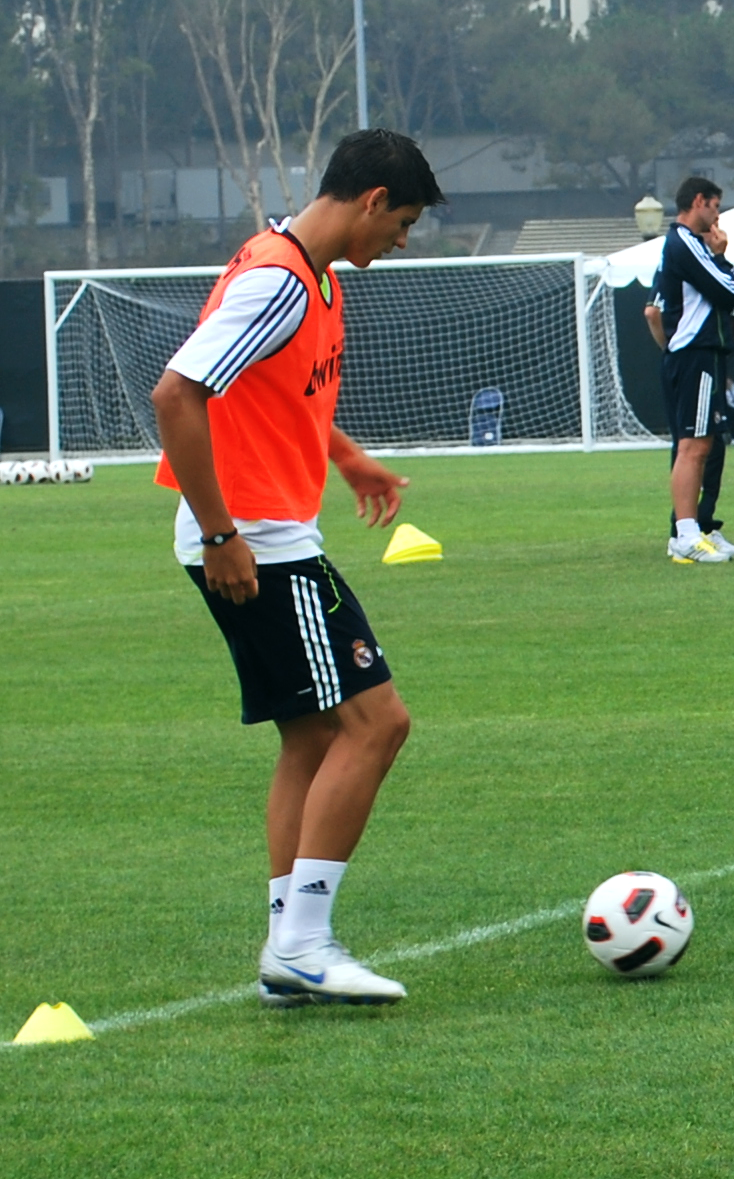
2010년, 레알 마드리드에서 훈련하는 모라타.

2010년 8월 15일, 모라타는 알코르콘과의 친선경기에서 카스티야 첫 경기를 펼쳤고, 이 경기의 1-0 결승골을 기록했다. 그의 3부 리그 첫 경기는 29일, 3-2로 이긴 코루호전이었고, 1-1로 비긴 알칼라와의 10월 31일 경기에서 첫 공식 골을 기록했다.
2010년 12월 12일, 모라타는 3-1로 이긴 레알 사라고사와의 라 리가 경기에서 앙헬 디 마리아와 88분에 교체로 들어가 1군 첫 경기를 치렀다. 열흘 후, 그는 코파 델 레이 첫 경기를 치렀는데, 이 경기에서도 막판에 교체로 들어가 뛰었다. 2011년 1월, 곤살로 이과인이 부상으로 쓰러진 후, 스페인 언론은 그를 잠재적인 1군 대체자로 예상했다. 그러나, 모리뉴는 그리 하지 않기로 결정했는데, 그는 "그는 [모라타는] 레알 마드리드 선발로 나설 준비가 되지 않았다. 그는 성장하고 카스티야에서 자신을 완성시켜야 한다." 라고 말했다. 그는 이 시기 동안 카스티야에서 4경기 5골을 기록했고, 한편 에마뉘엘 아데바요르가 들어오면서 그의 1군 공격수 지위는 상실했다.
2011년 2월 13일, 모라타는 데포르티보 B와의 경기에서 첫 해트트릭을 기록했는데, 카스티야는 7-1로 이겼다. 그는 성인 무대 첫 시즌을 14골로 마쳐 동료 호셀루와 함께 가장 많은 골을 넣었지만, 카스티야는 플레이오프에서 패하면서 승격이 좌절되었다.
2012년 11월 11일, 모라타는 레알 마드리드 1군 경기에서 첫 골을 넣었는데, 레반테와의 경기에 83분 입장해서 60초만에 2-1 결승골을 기록했다. 자신의 생애 첫 공식 경기인 2월 17일 라요 바예카노와의 안방 경기에서, 그는 3분만에 선제골을 넣었지만, 30분도 채 안되어 세르히오 라모스가 퇴장 당하면서 라울 알비올로 수비를 강화하기 위해 나갔고, 경기는 2-0으로 이겼다.

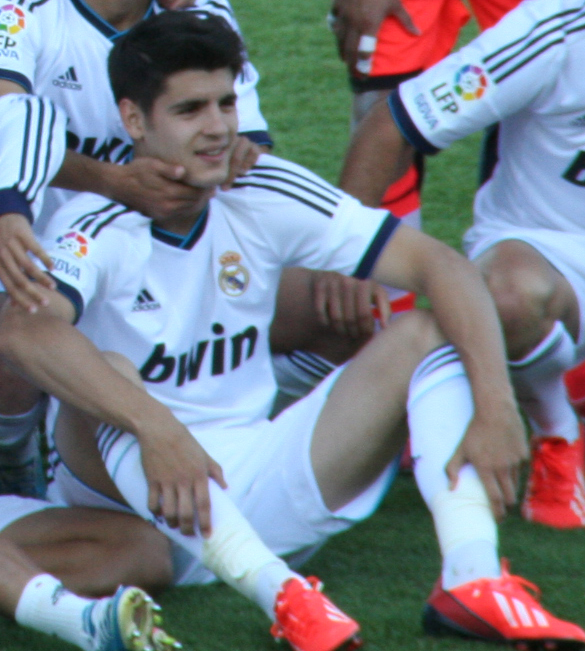
카스티야와 2013년 푸슈카시 쿠파 우승을 자축하는 모라타

2013년 3월 2일, 모라타는 바르셀로나와의 고전 더비 경기에 90분을 모두 소화했으며, 카림 벤제마의 선제골을 돕고, 안방에서의 2-1 승리에 일조했다.
2013-14 시즌, 모라타는 카를로 안첼로티 신임 감독 체제 하에 1군 정규 일원이 되었다. 2014년 3월 18일, 그는 UEFA 챔피언스리그 경기 첫 골을 기록했는데, 샬케 04와 산티아고 베르나베우에서 벌인 16강전 경기에서 쐐기골을 넣어 3-1 승리에 공헌했다. 5월 17일, 리그 최종전에서, 그는 에스파뇰에 2골을 넣어 안방에서 3-1 승리를 견인하고, 모든 대회를 통틀어 8골을 기록했다. 그는 이긴 아틀레티코 마드리드와의 UEFA 챔피언스리그 결승전에도 연장전에 벤제마와 교체로 들어가 막판 10분을 뛰었다.

### 유벤투스
2014년 7월 19일, 유벤투스는 모라타의 이적과 합의를 보았고 €20M에 5년 계약을 맺었다고 발표했으며, 레알 마드리드는 향후에 그를 재영입할 권한을 가져갔다. 그는 2-0으로 이긴 우디네세 칼초와의 9월 13일 경기에서 페르난도 요렌테와 교체로 들어가 세리에 A 첫 경기를 치렀다. 2주 후에는 같은 스페인 국적의 선수와 자리를 바꿔, 3-0으로 이긴 아탈란타와의 경기에서 유벤투스 1호골을 넣었다.
2014년 10월 5일, 로마와의 경기에서, 모라타는 교체로 들어갔다 코스타스 마놀라스에 보복 행각을 해 반칙으로 퇴장을 당해 경기장을 나갔다. 11월 9일, 7-0으로 이긴 파르마와의 안방 경기에서 71분에 교체된 요렌테가 두 골을 넣고, 들어가 두 골을 추가했다. 그는 12월 22일, 카타르 도하에서 열린 나폴리와의 수페르코파 이탈리아나 경기의 막판 10분을 출전했지만, 승부차기 끝에 5-6으로 패했다.
2015년 1월 28일, 모라타는 파르마와의 코파 이탈리아 경기 막판 13분에 출전했고, 에니오 타르디니에서 열린 이 경기는 그의 1-0 결승골로 끝났고, 유벤투스는 준결승전에 진출했다. 다음 달, 도르트문트와의 UEFA 챔피언스리그 16강 1차전 안방 경기에서, 그는 43분에 2-1 결승골을 넣었다. 그는 2차전에서 선발로 출전해 골을 또 득점해 베스트팔렌슈타디온에서 열린 이 경기에서 3-0 대승을 거두게 했다.
2015년 4월 7일, 모라타는 피오렌티나와의 코파 이탈리아 준결승전에서 알레산드로 디아만티에게 범한 반칙으로 퇴장당했지만, 유벤투스는 승리하여 결승전에 올랐지만, 그는 그 경기에 결장하게 되었다. 1주 후, 그는 모나코와의 UEFA 챔피언스리그 8강 1차전에서 페널티킥을 얻었고, 이를 아르투로 비달이 넣어 1-0으로 안방에서 이겼고, 2차전까지 치르고 이는 최종 합계 점수가 되었다. 준결승전 1차전에서는 친정 구단 레알 마드리드를 상대했고, 그는 8분만에 가볍게 톡 건드려 선제골을 기록해 경기는 안방에서의 2-1 승리로 끝났고, 2차전에서도 득점을 했는데, 그는 두 번의 득점 상황에서 자축하지 않았다. 6월 6일, 바르셀로나를 상대로한 베를린에서 열린 결승전에서 후반 이른 시간에 동점골을 넣었지만, 1-3으로 졌다.
2015년 8월 초, 모라타는 훈련 도중 왼쪽 종아리의 족저근이 파열되어 한 달간 활동이 불가능하게 되었고, 수페르코파 이탈리아나 2015에 빠졌다. 복귀 후 두 번째 경기인 9월 15일, 맨체스터 시티와의 UEFA 챔피언스리그 조별 리그 경기에 85분 뛰어 2-1 결승골을 득점했다. 9월 30일, 그는 세비야와의 유벤투스 경기장 경기에서 알레산드로 델 피에로와의 기록과 동률을 이루는 자신의 5호골로 2-0 승리에 일조했고, 11월 24일에는 UEFA 올해의 팀 일원으로 선정되었다.
2015년 12월 10일, 모라타는 2020년까지 유벤투스와의 계약을 연장했다. 2016년 3월 20일, 이웃 토리노와의 데르비 델라 몰레 경기에서, 그는 전반에 교체로 들어가 원정 경기에서 두 골을 넣고 4-1 승리에 일조했다. 5월 21일, 그는 로마의 올림픽 경기장에서 열린 코파 이탈리아 결승전에서 교체로 나와 연장전 110분에 결승골을 기록해 밀란을 격파했다.

### 레알 마드리드 복귀
2016년 6월 21일, 레알 마드리드는 인수 조항을 발동시켜 모라타를 유벤투스에서 €30M으로 다시 데려왔다. 그의 첫 공식전은 같은 스페인 국적의 세비야와의 8월 9일 UEFA 슈퍼컵 경기로, 그는 선발로 출전해 62분에 벤제마와 교체로 나갔고, 경기는 3-2 승리로 끝났다. 그는 8월 27일, 2-1로 이긴 셀타 비고와의 안방 경기에서 첫 골을 기록했다.
2017년 4월 5일, 모라타는 지네딘 지단의 순회 정책으로부터 수혜를 보았는데, 레가네스와의 원정 경기에서 3골을 넣어 4-2 승리를 견인해 한 경기를 덜 치르고도 소속 구단이 바르셀로나와 승점 2점차 선두를 유지하게 도왔다. 2016-17 시즌 대부분을 벤제마에 밀려 후보 선수로 지냈지만, 그는 리그에서 15골을 기록했고, 구단은 5년 만에 처음으로 리그 정상을 탈환했다. 그는 UEFA 챔피언스리그에서 9경기 출전해 3골을 넣었고, 레알 마드리드는 이 대회 2연패를 거두었다.

### 첼시
2017년 7월 19일, 프리미어리그의 첼시가 레알 마드리드의 모라타가 이적 합의안에 수락했다고 발표했다. 구단은 이적에 따라 의료 검진을 실시하고 개인 조항에 합의를 마치면 완료될 것이라고 덧붙였다. 레알 마드리드는 이후 모라타에게 헌신, 프로적인 모습, 그리고 구단에서의 훌륭한 활약에 대한 감사문을 기재했다. 7월 21일, 모라타는 의료 검진을 통과하여 공식적으로 첼시 선수가 되었다.
2017년 9월 23일 밤 11시(한국시간)에 열린 스토크 시티와의 리그 원정 경기에서 EPL 입성 후, 첫 해트트릭을 기록하여 4-0 대승을 이끌어냈다. 경기 후, 모라타는 영국 '데일리 메일'로부터 평점 9점으로 양 팀 최고점을 받았다. 그 후, 모라타는 디에고 코스타 이후, 3년 만에 해트트릭을 기록한 첼시 선수가 되었다.

### 아틀레티코 마드리드
2019년 1월 28일, 아틀레티코 마드리드와 18개월 임대 계약을 맺었다.
2020년 7월 1일, 아틀레티코 마드리드로 완전 이적했다.

### 유벤투스 복귀
2020년 9월 22일 유벤투스에 1시즌 임대로 복귀하였다.

## 국가대표팀 경력

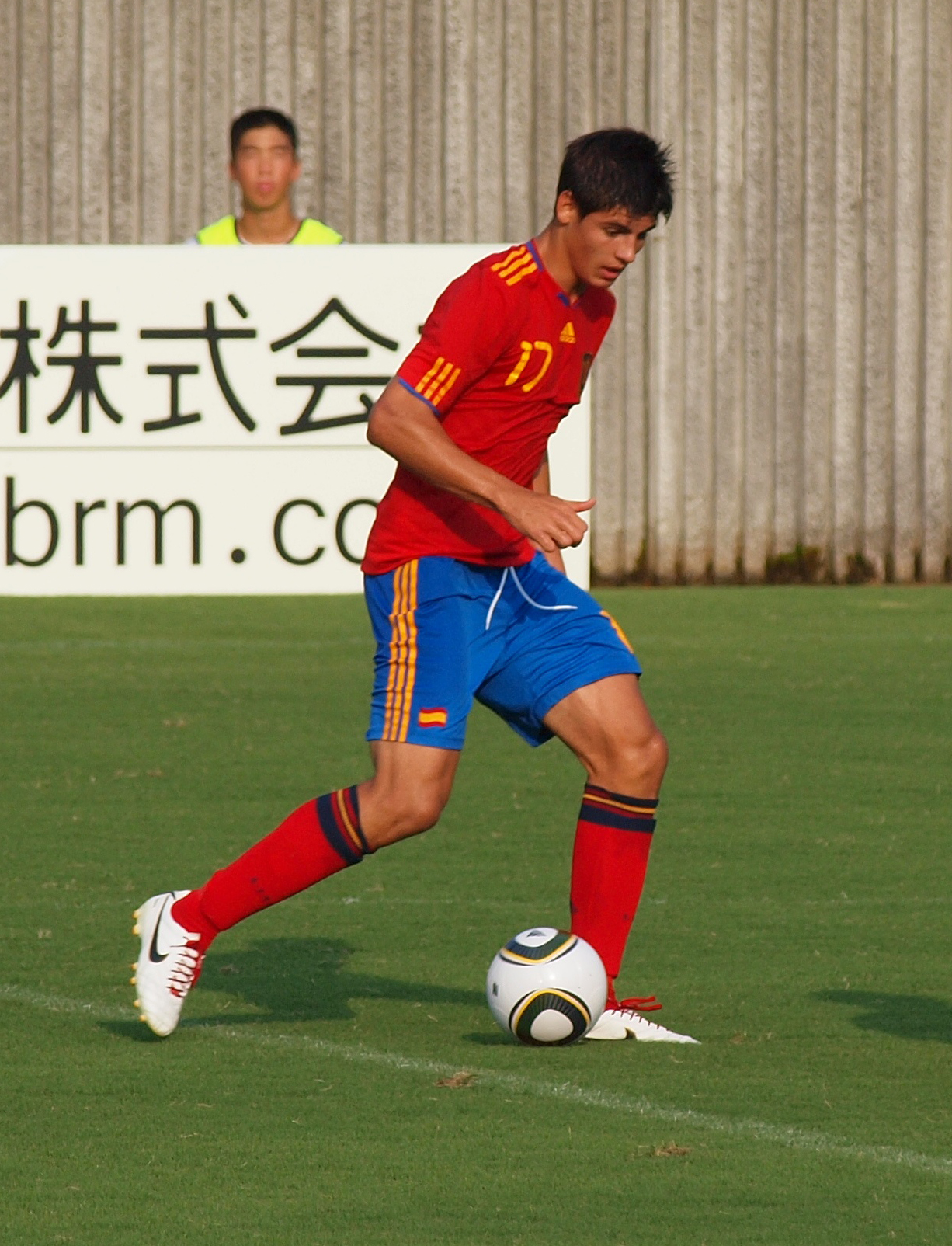
2010년, 스페인 U-19 국가대표팀에서 활약하는 모라타

모라타는 나이지리아에서 열리는 2009년 FIFA U-17 월드컵을 앞두고 스페인 U-17 국가대표팀에 대회에서 4경기에 나서 2골을 넣었고, 3위의 성적을 거두었다. 그는 이후 U-19 국가대표팀에 합류해 일본에서 열린 국제 대회에 참가했고, 개최국에 이어 준우승을 차지했다.
모라타는 루마니아에서 열린 2011년 UEFA U-19 축구 선수권 대회에 나가 대회 최다인 6골을 넣어 조국이 우승할 수 있게 도왔다. 그는 이스라엘에서 열린 2013년 UEFA U-21 축구 선수권 대회에서 U-21 국가대표팀에서 신고식을 치렀고, 러시아와 독일과의 조별 리그 2연전에서 중요한 역할을 맡았고, 각각 82분과 86분에 홀로 골을 넣었다. 그는 네덜란드와의 조별 리그 3차전에서도 대표팀과 자신의 3번째 골을 기록해 조별 리그를 완벽하게 마쳤다. 그는 이 대회 최다 득점자로 등극했고, 우승도 차지했다.
2014년 11월 7일, 모라타는 비센테 델 보스케에 의해 벨라루스와 독일과의 경기를 앞두고 성인 국가대표팀에 차출되었다. 모라타는 전자와의 15일 UEFA 유로 2016 예선전 경기에 이스코와 교체로 들어가 막판 10분을 출전했고, 우엘바에서 치러진 이 경기는 3-0으로 끝났다. 2015년 3월 27일, 세비야에서 열린 우크라이나와의 같은 대회 경기에서 첫 성인 국가대표팀 골을 넣었고, 스페인은 그의 골에 힘입어 1-0 신승을 거두었다.
모라타는 프랑스에서 열리는 본선에 발탁되었고, 니스에서 열린 터키와의 조별 리그전에 선발로 출전해 2골을 넣어 3-0 승리를 견인했다.

## 플레이스타일
공중에 뜬 공을 경합하는 것과 공을 잡고 있는 능력에 우수하며, 깔끔하게 마무리하는 능력 또한 일품이며, 발이 빠르고, 효율적으로 움직이는데, 언론은 모라타의 플레이스타일을 레알 마드리드와 스페인의 전 선수인 페르난도 모리엔테스와 견주어 보곤 했다. 유벤투스의 첫 시즌에, 그는 자신의 발놀림, 체력, 그리고 경기장에서의 일률로 도약했고, 기술, 기회 포착, 그리고 긍정적인 마음 가짐은 그가 수 차례 결정적인 득점을 올리는데 큰 역할을 했다.
다재다능한 다목적 공격수로, 모라타는 주 공격수로 활약하거나 선과 선 사이 연결고리의 역할도 하며, 측면으로 넓게 경기장을 쓸 수도 있다. 그는 정확한 페널티킥 주자이기도 하다.

## 사생활
2014년 3월, 모라타는 아픈 아이들과의 연대를 위해 자신의 머리를 모두 밀면서, "소아암과 싸우는 아이들이 저와 같은 머리카락을 원했지만 그렇지 못했고, 그래서 제 머리를 그들처럼 밀었습니다"라고 말했다.
2016년 12월 10일, 그는 이성친구 알리체 캄펠로와 약혼했고, 2017년 6월 17일에는 이탈리아 베네치아에서 결혼식을 올렸다.

## 경력 통계

### 클럽
2025년 5월 24일 기준
| 클럽                | 시즌    | 리그              | 리그 | 리그 | 국내컵 | 국내컵 | 대륙 | 대륙 | 기타 | 기타 | 합계 | 합계 |
| 클럽                | 시즌    | 리그              | 출장 | 득점 | 출장   | 득점   | 출장 | 득점 | 출장 | 득점 | 출장 | 득점 |
| ------------------- | ------- | ----------------- | ---- | ---- | ------ | ------ | ---- | ---- | ---- | ---- | ---- | ---- |
| 레알 마드리드 B     | 2010–11 | 세군다 디비시온 B | 28   | 15   | —      | —      | —    | —    | —    | —    | 28   | 15   |
| 레알 마드리드 B     | 2011–12 | 세군다 디비시온 B | 37   | 18   | —      | —      | —    | —    | —    | —    | 37   | 18   |
| 레알 마드리드 B     | 2012–13 | 세군다 디비시온   | 18   | 12   | —      | —      | —    | —    | —    | —    | 18   | 12   |
| 레알 마드리드 B     | 합계    | 합계              | 83   | 45   | —      | —      | —    | —    | —    | —    | 83   | 45   |
| 레알 마드리드       | 2010–11 | 라 리가           | 1    | 0    | 1      | 0      | 0    | 0    | —    | —    | 2    | 0    |
| 레알 마드리드       | 2011–12 | 라 리가           | 1    | 0    | 0      | 0      | 0    | 0    | 0    | 0    | 1    | 0    |
| 레알 마드리드       | 2012–13 | 라 리가           | 12   | 2    | 2      | 0      | 1    | 0    | 0    | 0    | 15   | 2    |
| 레알 마드리드       | 2013–14 | 라 리가           | 23   | 8    | 6      | 0      | 5    | 1    | —    | —    | 34   | 9    |
| 레알 마드리드       | 2016–17 | 라 리가           | 26   | 15   | 5      | 2      | 9    | 3    | 3    | 0    | 43   | 20   |
| 레알 마드리드       | 합계    | 합계              | 63   | 25   | 14     | 2      | 15   | 4    | 3    | 0    | 95   | 31   |
| 유벤투스            | 2014–15 | 세리에 A          | 29   | 8    | 4      | 2      | 12   | 5    | 1    | 0    | 46   | 15   |
| 유벤투스            | 2015–16 | 세리에 A          | 34   | 7    | 5      | 3      | 8    | 2    | 0    | 0    | 47   | 12   |
| 유벤투스            | 2020-21 | 세리에 A          | 32   | 11   | 3      | 2      | 8    | 6    | 1    | 1    | 44   | 20   |
| 유벤투스            | 2021-22 | 세리에 A          | 35   | 9    | 5      | 1      | 7    | 2    | 1    | 0    | 48   | 12   |
| 유벤투스            | 합계    | 합계              | 130  | 35   | 17     | 8      | 35   | 15   | 3    | 1    | 185  | 59   |
| 첼시                | 2017–18 | 프리미어리그      | 31   | 11   | 9      | 3      | 7    | 1    | 1    | 0    | 48   | 15   |
| 첼시                | 2018–19 | 프리미어리그      | 16   | 5    | 3      | 2      | 4    | 2    | 1    | 0    | 24   | 9    |
| 첼시                | 합계    | 합계              | 47   | 16   | 12     | 5      | 11   | 3    | 2    | 0    | 72   | 24   |
| 아틀레티코 마드리드 | 2018–19 | 라 리가           | 15   | 6    | 0      | 0      | 2    | 0    | —    | —    | 17   | 6    |
| 아틀레티코 마드리드 | 2019–20 | 라 리가           | 28   | 9    | 0      | 0      | 8    | 3    | 2    | 1    | 37   | 13   |
| 아틀레티코 마드리드 | 2022-23 | 라 리가           | 36   | 13   | 4      | 2      | 5    | 0    | 0    | 0    | 45   | 15   |
| 아틀레티코 마드리드 | 2023-24 | 라 리가           | 31   | 15   | 5      | 1      | 10   | 5    | 1    | 0    | 47   | 21   |
| 아틀레티코 마드리드 | 합계    | 합계              | 110  | 43   | 9      | 3      | 25   | 8    | 3    | 1    | 146  | 55   |
| 밀란                | 2024-25 | 세리에 A          | 16   | 5    |        |        | 6    | 1    | 2    | 0    | 24   | 6    |
| 갈라타사라이        | 2024-25 | 쉬페르 리그       | 12   | 6    | 3      | 1      | 1    | 0    |      |      | 16   | 7    |

1. ↑  UEFA 슈퍼컵, FIFA 클럽 월드컵 경기 포함
2. ↑  수페르코파 이탈리아나 경기 포함
3. ↑  UEFA 유로파리그 경기 포함
4. ↑  UEFA 챔피언스리그 경기 포함
5. ↑  수페르코파 데 에스파냐 경기 포함

### 국가대표팀
2025년 6월 8일 기준
| 국가대표팀 | 시즌 | 출장 | 득점 |
| ---------- | ---- | ---- | ---- |
| 스페인     | 2014 | 2    | 0    |
| 스페인     | 2015 | 4    | 1    |
| 스페인     | 2016 | 12   | 7    |
| 스페인     | 2017 | 5    | 5    |
| 스페인     | 2018 | 4    | 0    |
| 스페인     | 2019 | 6    | 4    |
| 스페인     | 2020 | 3    | 1    |
| 스페인     | 2021 | 14   | 5    |
| 스페인     | 2022 | 11   | 7    |
| 스페인     | 2023 | 8    | 4    |
| 스페인     | 2024 | 15   | 3    |
| 스페인     | 2025 | 2    | 0    |
| 합계       | 합계 | 86   | 37   |

### 국가대표팀 득점 기록
2024년 11월 18일 기준
| #  | 날짜             | 경기장                                        | 상대         | 최종결과 | 대회                      |
| -- | ---------------- | --------------------------------------------- | ------------ | -------- | ------------------------- |
| 1  | 2015년 3월 27일  | 라몬 산체스 피스후안, 세비야, 스페인          | 우크라이나   | 1–0      | UEFA 유로 2016 예선전     |
| 2  | 2016년 6월 1일   | 레드불 아레나, 잘츠부르크, 오스트리아         | 대한민국     | 6–1      | 친선경기                  |
| 3  | 2016년 6월 1일   | 레드불 아레나, 잘츠부르크, 오스트리아         | 대한민국     | 6–1      | 친선경기                  |
| 4  | 2016년 6월 17일  | 스타드 드 니스, 니스, 프랑스                  | 튀르키예     | 3–0      | UEFA 유로 2016            |
| 5  | 2016년 6월 17일  | 스타드 드 니스, 니스, 프랑스                  | 튀르키예     | 3–0      | UEFA 유로 2016            |
| 6  | 2016년 6월 21일  | 보르도 신경기장, 보르도, 프랑스               | 크로아티아   | 1–2      | UEFA 유로 2016            |
| 7  | 2016년 9월 5일   | 레이노 데 레온, 레온, 스페인                  | 리히텐슈타인 | 8–0      | 2018년 FIFA 월드컵 예선전 |
| 8  | 2016년 9월 5일   | 레이노 데 레온, 레온, 스페인                  | 리히텐슈타인 | 8–0      | 2018년 FIFA 월드컵 예선전 |
| 9  | 2017년 6월 7일   | 누에바 콘도미나, 무르시아, 스페인             | 콜롬비아     | 2–2      | 친선경기                  |
| 10 | 2017년 9월 2일   | 산티아고 베르나베우, 마드리드, 스페인         | 이탈리아     | 3–0      | 2018년 FIFA 월드컵 예선전 |
| 11 | 2017년 9월 5일   | 라인파르크 슈타디온, 파두츠, 리히텐슈타인     | 리히텐슈타인 | 8–0      | 2018년 FIFA 월드컵 예선전 |
| 12 | 2017년 9월 5일   | 라인파르크 슈타디온, 파두츠, 리히텐슈타인     | 리히텐슈타인 | 8–0      | 2018년 FIFA 월드컵 예선전 |
| 13 | 2017년 11월 11일 | 라 로살레다, 말라가, 스페인                   | 코스타리카   | 5–0      | 친선경기                  |
| 14 | 2019년 3월 26일  | 타알리 국립경기장, 타알리, 몰타               | 몰타         | 2–0      | UEFA 유로 2020 예선전     |
| 15 | 2019년 3월 26일  | 타알리 국립경기장, 타알리, 몰타               | 몰타         | 2–0      | UEFA 유로 2020 예선전     |
| 16 | 2019년 6월 10일  | 산티아고 베르나베우, 마드리드, 스페인         | 스웨덴       | 3–0      | UEFA 유로 2020 예선전     |
| 17 | 2019년 11월 15일 | 라몬 데 카란사, 카디스, 스페인                | 몰타         | 7–0      | UEFA 유로 2020 예선전     |
| 18 | 2020. 11. 17     | 라 카르투하, 세비야, 스페인                   | 독일         | 6-0      | 2020-21 UEFA 네이션스리그 |
| 19 | 2021. 3. 25      | 누에보 로스 카르메네스, 그라나다, 스페인      | 그리스       | 1-1      | 2022 FIFA 월드컵 예선     |
| 20 | 2021. 6. 19      | 라 카르투하, 세비야, 스페인                   | 폴란드       | 1-1      | UEFA 유로 2020            |
| 21 | 2021. 6. 28      | 파르켄 슈타디움, 코펜하겐, 덴마크             | 크로아티아   | 5-3      | UEFA 유로 2020            |
| 22 | 2021. 7. 6       | 웸블리 스타디움, 런던, 잉글랜드               | 이탈리아     | 1-1      | UEFA 유로 2020            |
| 23 | 2021. 11. 14     | 라 카르투하, 세비야, 스페인                   | 스웨덴       | 1-0      | 2022 FIFA 월드컵 예선     |
| 24 | 2022. 3. 29      | 리아소르, 라코루냐, 스페인                    | 아이슬란드   | 5–0      | 친선경기                  |
| 25 | 2022. 3. 29      | 리아소르, 라코루냐, 스페인                    | 아이슬란드   | 5–0      | 친선경기                  |
| 26 | 2022. 6. 22      | 베니토 비야마린, 세비야, 스페인               | 포르투갈     | 1-1      | 2022-23 UEFA 네이션스리그 |
| 27 | 2022. 9. 27      | 에스타디오 무니시팔, 브라가, 포르투갈         | 포르투갈     | 1-0      | 2022-23 UEFA 네이션스리그 |
| 28 | 2022. 11. 23     | 알 투마마 스타디움, 도하, 카타르              | 코스타리카   | 7-0      | 2022 FIFA 월드컵          |
| 29 | 2022. 11. 27     | 알 바이트 스타디움, 알 코르, 카타르           | 독일         | 1-1      | 2022 FIFA 월드컵          |
| 30 | 2022. 12. 1      | 칼리파 인터내셔널 스타디움, 알라얀, 카타르    | 일본         | 1-2      | 2022 FIFA 월드컵          |
| 31 | 2023. 9. 8       | 보리스 파차제 디나모 아레나, 트빌리시, 조지아 | 조지아       | 7-1      | UEFA 유로 2024 예선       |
| 32 | 2023. 9. 8       | 보리스 파차제 디나모 아레나, 트빌리시, 조지아 | 조지아       | 7-1      | UEFA 유로 2024 예선       |
| 33 | 2023. 9. 8       | 보리스 파차제 디나모 아레나, 트빌리시, 조지아 | 조지아       | 7-1      | UEFA 유로 2024 예선       |
| 34 | 2023. 10. 12     | 라 카르투하, 세비야, 스페인                   | 스코틀랜드   | 2-0      | UEFA 유로 2024 예선       |
| 35 | 2024. 6. 8       | 에스타디 마요르카 손 모이, 팔마, 스페인       | 북아일랜드   | 5-1      | 친선경기                  |
| 36 | 2024. 6. 15      | 올림피아슈타디온, 베를린, 독일                | 크로아티아   | 3-0      | UEFA 유로 2024            |
| 37 | 2024. 10. 15     | 에스타디오 누에보 아르카헬, 코르도바, 스페인  | 세르비아     | 3-0      | 2024-25 UEFA 네이션스리그 |

## 수상

#### 레알 마드리드[92]
- 프리메라리가: 2011–12, 2016–17
- 코파 델 레이: 2010–11, 2013–14
- UEFA 챔피언스리그: 2013–14, 2016–17
- UEFA 슈퍼컵: 2016
- FIFA 클럽 월드컵: 2016
- 세군다 디비시온 B : 2011-12

#### 유벤투스[92]
- 세리에 A: 2014–15, 2015–16
- 코파 이탈리아: 2014–15, 2015–16, 2020-21
- 수페르코파 이탈리아나: 2020

#### 첼시
- FA컵 : 2017-18

#### 밀란
- 수페르코파 이탈리아나 : 2025

#### 갈라타사라이
- 쉬페르 리그 : 2024-25
- 터키시 컵 : 2024-25

#### 스페인
- UEFA U-19 축구 선수권 대회: 2011
- UEFA U-21 축구 선수권 대회: 2013
- UEFA 유로 : 2024
- UEFA 네이션스리그 : 2022-23

### 개인
- UEFA U-19 축구 선수권 대회 득점왕, 대회 베스트 : 2011[93]
- UEFA U-21 축구 선수권 대회 득점왕, 대회 베스트 : 2013[94]
- UEFA 챔피언스리그 시즌의 스쿼드 : 2014–15[95]